# Вимиейру (Аррайолуш)
Вимие́йру (порт.  Vimieiro) — фрегезия (район) в муниципалитете Аррайолуш округа Эвора в Португалии. Территория — 252,47 км². Население — 1 600 жителей. Плотность населения — 6,3 чел/км².